# سدلتس-پرتشیتسه
سدلتس-پرتشیتسه (به چکی: Sedlec-Prčice) یک منطقهٔ مسکونی و شهرستان دارای شهرک سابقاً روستا در جمهوری چک است که در ناحیه پریبرام واقع شده‌است. سدلتس-پرتشیتسه ۲٬۸۱۹ نفر جمعیت دارد.